# عمر دینگ
عمر دینگ (انگلیسی: Oumar Dieng؛ زادهٔ ۳۰ دسامبر ۱۹۷۲) بازیکن فوتبال اهل فرانسه است.
از باشگاه‌هایی که در آن بازی کرده‌است می‌توان به باشگاه فوتبال ترابزون‌اسپور، باشگاه فوتبال اوسر، باشگاه فوتبال سمپدوریا، باشگاه فوتبال قونیه‌اسپور، باشگاه فوتبال چای‌کار ریزه‌اسپور، باشگاه فوتبال پاری سن ژرمن، باشگاه فوتبال لیل، و باشگاه فوتبال سدان اشاره کرد.
وی همچنین در تیم ملی فوتبال فرانسه بازی کرده‌است.